# Agents de change en France

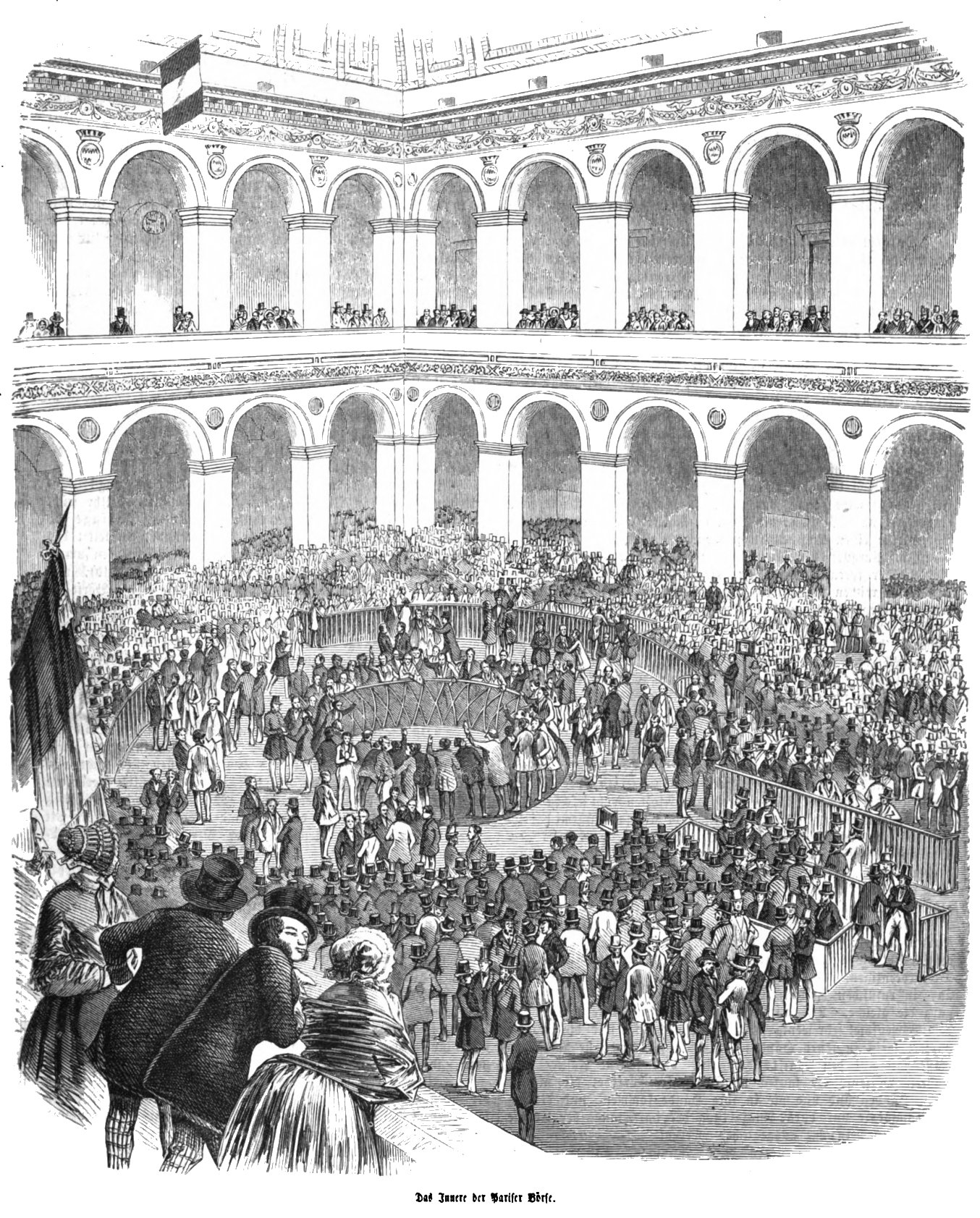
Gravure de 1854 représentant des agents de change autour de la « corbeille » du palais Brongniart.

En France, les agents de change étaient jusqu'en 1987 les seuls intermédiaires financiers habilités à négocier l'achat et la vente de titres cotés à la Bourse de Paris. Les agents de change bénéficiaient d'un statut d'officiers ministériels tout en exerçant une activité commerciale dans des sociétés de droit privé.
Contrairement à ce que le terme d'« agent de change » peut évoquer de nos jours, l'activité des agents de change ne se limitait pas aux transactions sur le marché des changes, mais concernait l'ensemble des échanges de titres financiers (valeurs mobilières) négociables en France, notamment les actions et les rentes (désignées de nos jours sous le terme d'obligations). L'agent de change était ainsi celui qui pouvait « changer » des espèces contre des titres financiers en réalisant des transactions à la criée pour le compte d'un client.
La profession trouve ses origines en France en 1305, date à laquelle Philippe Le Bel crée par ordonnance la profession de « courratier de change ». Dès son origine, la profession bénéficie d'une logique de monopole régi par le Roi de France puis par l'État. Ce monopole est supprimé au cours de la Révolution française avant d'être réinstauré en 1801 par Napoléon Bonaparte. À partir de 1826, les agents de change exercent leur fonction à Paris au sein du palais Brongniart. La profession d'agent de change perdure jusqu'en 1987, date à laquelle celle-ci est réformée et disparaît avec l'informatisation des transactions boursières et l'ouverture du courtage à la concurrence. 
Avec la réforme de 1987, la plupart des charges d'agents de change françaises sont transformées en sociétés de bourse souvent rachetées par d'autres établissements, notamment par des banques cherchant à développer leurs activités dans le domaine de la finance de marché. Malgré de nombreuses faillites, certaines sociétés issues d'anciennes charges d'agents de change poursuivent leur développement et donnent lieu, après généralement plusieurs rachats et fusions, à des sociétés toujours en activité de nos jours comme Oddo et Cie (ancienne charge Oddo), Kepler Cheuvreux (ancienne charge Cheuvreux-de Virieu) ou Aurel BGC (ancienne charge Leven).

## Histoire

### Origines
Les premiers agents de change font officiellement leur apparition en France en 1305, date à laquelle Philippe Le Bel établit par ordonnance douze « courratiers de change royaux », a qui est confié le « droit exclusif de changer les monnaies et matières métalliques ». Malgré ces premières dispositions, « le courtage demeure, en fait, très libre durant tout le Moyen Âge » estime l'historien Jean-Marie Thiveaud, qui souligne que la profession s'était au départ développée librement dans les foires européennes dans le courant du XIIIe siècle.
La situation évolue au XVIe siècle, au cours duquel le pouvoir royal renforce son contrôle sur les échanges monétaires. Charles IX restreint la liberté du commerce en juin 1572 et décide d'ériger le courtage en office : les agents de change deviennent des officiers ministériels. 
Le monopole des agents de change est formellement établi en 1598 par Henri IV, qui interdit dans le royaume de France toute opération de courtage en dehors des offices, dont le droit d'exercice aura préalablement été acheté à l'État. Peu de temps après, la loi permet aux agents de change de transmettre leur office de père en fils. Le monopole des agents de change et la transmission héréditaire de leur charge seront des éléments clés de cette profession en France jusqu'à sa disparition.
La profession se développe dans le courant du XVIIe siècle. Des charges d'agents de change sont créées dans les principales villes du royaume de France à commencer par Lyon puis Paris, Marseille, Rouen, Bordeaux, Tours, La Rochelle, Dieppe et Calais. 30 offices d'agents de change sont déclarées en 1638 et 35 en 1645. Les textes encadrant la profession évoluent simultanément à son développement : en 1638 est créée la Compagnie des agents de change, et en 1639 est créé le statut de courtier, qui remplace celui d'agent de change pour les officiers réalisant des opérations de banque et de change monétaire.
En 1713, après une poursuite de la croissance du nombre d'offices tout au long des décennies précédentes, Louis XIV décide de limiter arbitrairement leur nombre à soixante. Le prix à payer pour le rachat d'une charge existante s'envole et atteint 200 000 livres à la même date. La réglementation évolue de nouveau dans les décennies suivantes : le numerus closus est abandonné jusqu'à ce que Louis XVI décide de le rétablir en 1786, limitant de nouveau le nombre de charges d'agents de change à soixante.

### Révolution française et Empire

Galerie des agents de change de la cour intérieure de la Vieille Bourse à Lille

Le monopole des agents de change, privilège de la noblesse, fait partie des cibles des Révolutionnaires français qui prennent le pouvoir avec l'instauration de la Ire République. Le 14 avril 1791, l'Assemblée nationale examine un projet de réforme de la Bourse défendu par le député girondin François Buzot, qui réclame l'abolition du monopole des agents de change dans une optique libérale. « Si les agents de change croient mériter la confiance publique, qu'ils ne redoutent pas la perte de leur privilège : la confiance les suivra sous le régime de la liberté, et ils conserveront le premier rang » affirme ainsi le député devant l'Assemblée.
Le projet de loi est adopté le 8 mai 1791 et les offices d'agents de change sont supprimés. La profession devient libre, mais ne se développe pas pour autant au cours des années suivantes à cause des difficultés financières que traverse la France au cours de la décennie révolutionnaire.
Le 19 mars 1801 (28 ventôse an IX), sous le Consulat de Napoléon Bonaparte, la profession des agents de change est rétablie. Le Code du commerce de 1807 donne à la profession le statut définitif qu'elle conservera jusqu'en 1987, établissant que les agents de change, « ayant seuls le droit de faire les négociations des effets publics et autres susceptibles d'être cotés », bénéficient donc de nouveau d'une situation de monopole sur l'intermédiation boursière. Par ce choix, les auteurs du Code du commerce « renouent, sous les couleurs novatrices de l'Empire, avec une très vieille tradition d'Ancien Régime » commente l'historien Jean-Marie Thiveaud. Pour Laure Quennouëlle-Corre, ce choix est surtout « le fruit d’une volonté politique de Bonaparte, qui souhaite faire surveiller le marché et s’assurer du cours de la rente via des intermédiaires boursiers sûrs (...), l’idée étant à la fois de renforcer la sécurité sur le marché et de restaurer la confiance dans les titres publics ».

### XIXesiècle

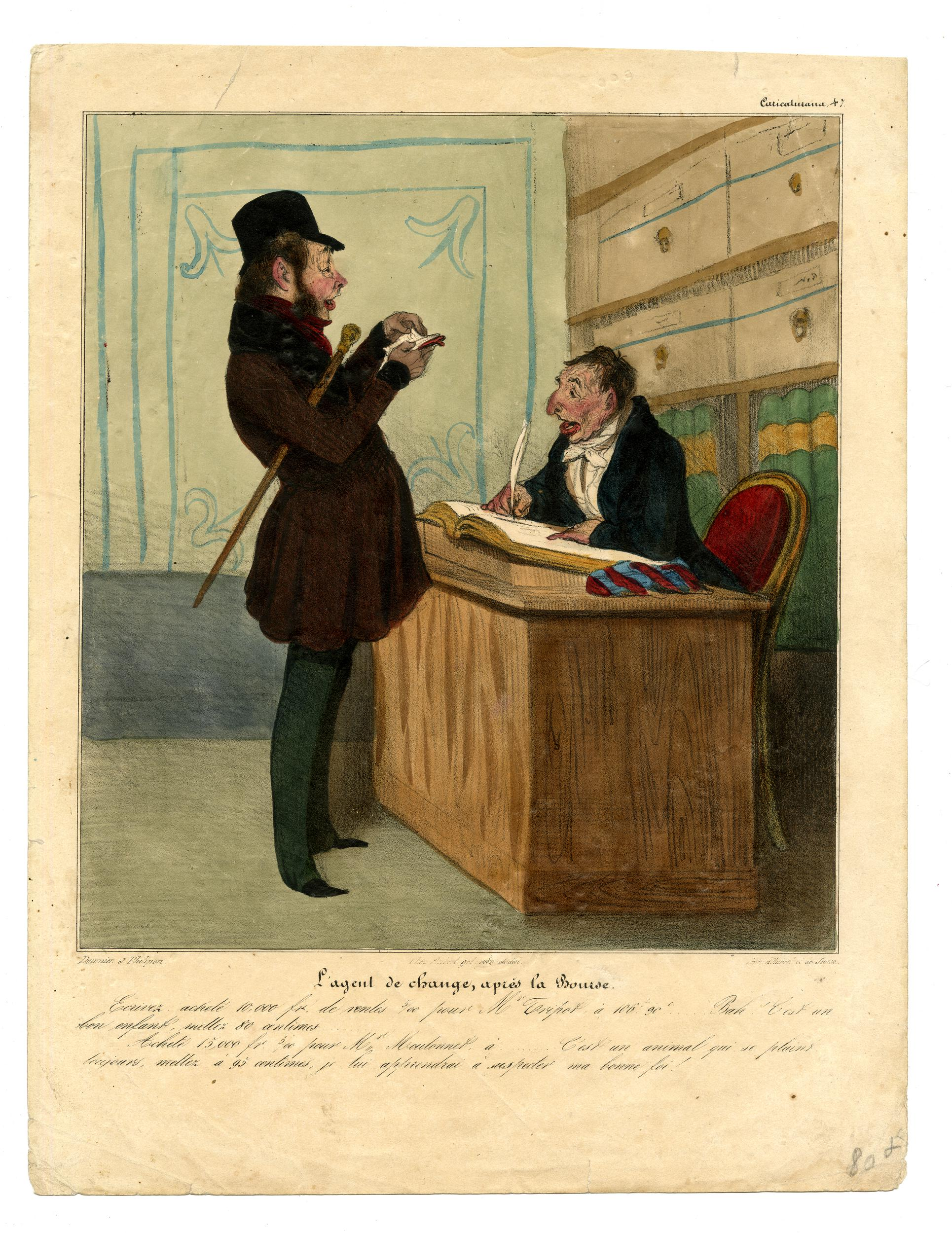
« L'agent de change, après la Bourse » par Daumier (1837)

À partir de 1826, les agents de change exercent leur fonction à Paris au sein du palais Brongniart. Jusqu'à la fin du XIXe siècle, la Bourse de Paris connaît un fort développement, jusqu'à devenir la seconde place financière mondiale après Londres et devant New York juste avant la Première Guerre mondiale. D'abord très concentré sur les rentes d'État (obligations d'État) qui constituent le produit quasi-unique du marché financier français à l'époque de la Restauration, le marché parisien s'élargit rapidement aux échanges d'actions : 811 entreprises sont ainsi référencées à la cote officielle de la Bourse de Paris en 1892. En 1900, la cote officielle de Paris compte environ 4 000 valeurs dont 1 300 correspondant à des entreprises étrangères.
Face à l'engouement des investisseurs pour les produits financiers dans le courant du siècle, et alors que le numerus closus des charges d'agents de change reste fixe (il augmente à 70 charges avant de revenir à 60 au cours du siècle), la négociation des titres se fait parfois en dehors des charges d'agents de change, notamment par des courtiers libres (dits « coulissiers ») qui s'occupent principalement d'échanges sur le marché à terme à partir des années 1820. Agents de change et coulissiers entretiennent de très mauvaises relations, les premiers faisant régulièrement des procès pour délit d'immixtion aux seconds, qui ne siègent pas au palais Brongniart. À partir des années 1870, les agents de change deviennent également concurrencés par la « haute banque » (Mallet, Neuflize, Hottinguer, Mirabaud et Rothschild) qui organisent d'abord les placements de titres lors des nouvelles introductions en Bourse, puis prennent en charge la cotation de titres spéculatifs non admis à la négociation sur le parquet du palais Brongniart. Les investissements en titres étrangers transitent également par ces banques lorsque celles-ci bénéficient d'une implantation dans plusieurs pays d'Europe, comme la banque Rothschild. De nouveau, les agents de change entretiennent des relations médiocres avec les banquiers à cause de la concurrence qu'ils leur font. L'influence des banques dans les cotations françaises se réduit après 1899, laissant de nouveau les agents de change et les coulissiers principaux maîtres du terrain.
Après le Second Empire, les agents de change gagnent en respectabilité : « De métier risqué, à haut pourcentage de faillites sous le Second Empire, à rotation rapide des titulaires, à activité spéculative, [le métier d’agent de change] devient un métier dont on cherche à limiter le risque et où la charge tend à devenir héréditaire » affirme ainsi Patrick Verley, cité par Laure Quennouëlle-Corre. Cette dernière estime que, du fait du maintien du numerus clausus des charges d'agents de change en France, les opérateurs boursiers sont 75 fois plus nombreux à Londres qu'à Paris, et 3 fois plus nombreux à New York qu'à Paris juste avant la Première Guerre mondiale.
Tout au long du XIXe siècle, le monopole des agents de change sur les transactions boursières fait l'objet de nombreux débats. Plusieurs personnalités politiques françaises souhaitent son abrogation, comme Adolphe Crémieux ou Félix Faure, qui déclare en 1893 : « J’espère que quand nous nous occuperons de l’organisation du marché de Paris, nous arriverons à la suppression du monopole ».

### XXesiècle
Une vidéo tournée dans les années 1980 par un commis de bourse montre le quotidien des groupes de cotation à l'époque de la criée, du Groupe 4 dit « La Rente » (Obligations d'Etats, Cotation en continue à partir de 10h) aux différents groupes : Groupe 2 (Marché obligataire, cotation par Casiers), Groupe 3 (Second Marché), Hors Cote (situé au dernier étage, salle devenue par la suite Salle du Matif Pibor), et le Parquet (Groupe A, B, C et L, ancienne Corbeille jusqu'au 10 juillet 1987) dont les cotations ne commencent qu'à 12h30 à la sonnerie de la cloche.

### Dissolution des agents de change

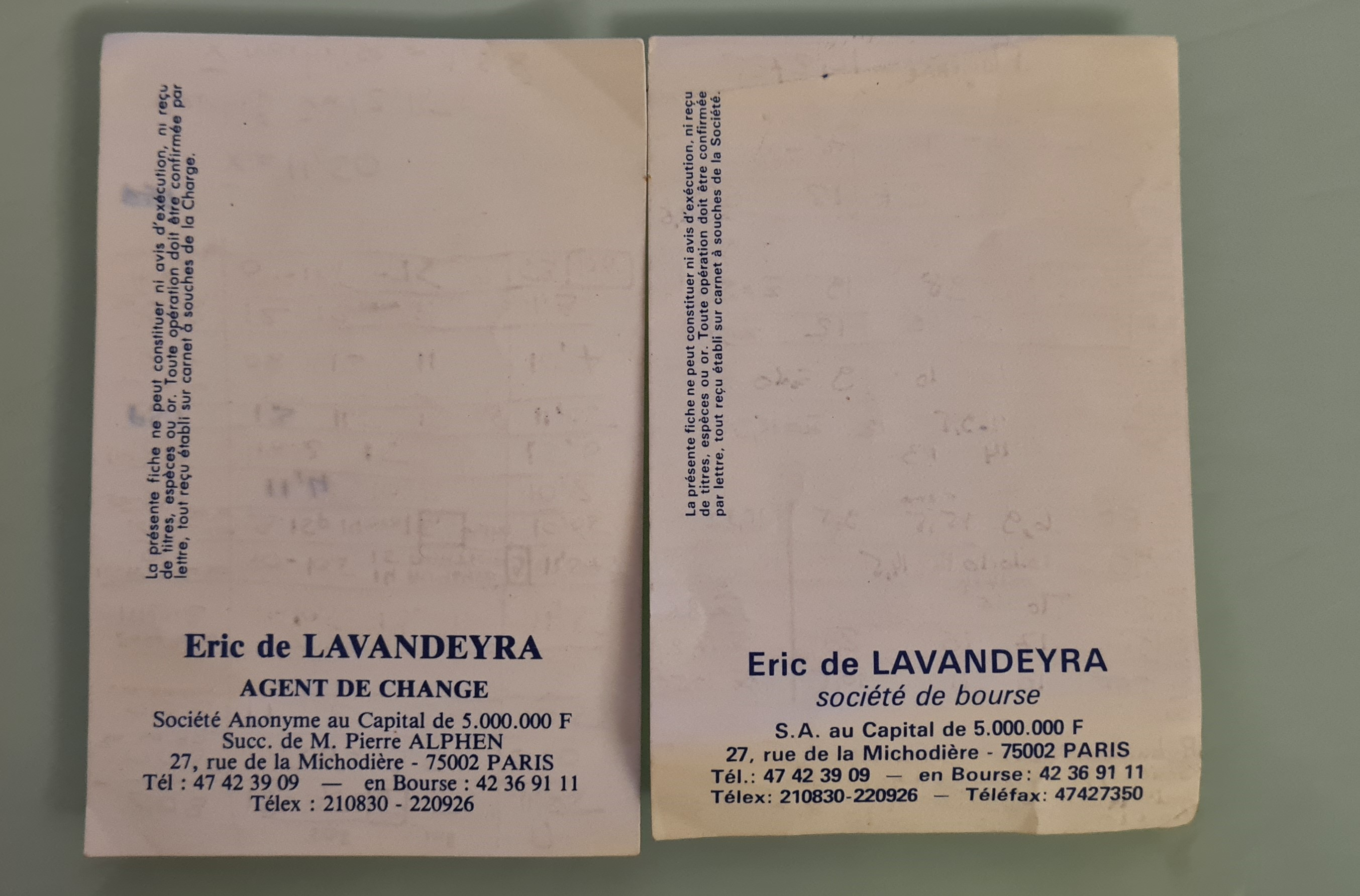
Fiche de Bourse permettant aux commis d'enregistrer les ordres clients et leurs réponses durant la séance (version pré87 Agent de Change et post88, Société de Bourse Lavendeyra)

Au cours des années 1980, les bourses de Londres et de New York passent aux échanges électroniques qui permettent de gérer les transactions boursières de manière plus simple et plus transparente qu'avec les cotations à la criée. De nombreux hauts responsables français estiment que la Bourse de Paris doit à son tour s'adapter à la modernité.
Édouard Balladur, ministre de l'Économie, des Finances et de la Privatisation de 1986 à 1988, est à l'origine d'une importante loi de réforme de la Bourse de Paris. Cette loi, adoptée en 1987, signe la fin de la profession des agents de change.
La suppression du monopole des agents de change prend officiellement effet le 1er janvier 1988, mais, dès 1987, de nombreuses charges sont déjà transformées en sociétés de bourse et rachetées par d'autres établissements financiers qui souhaitent ainsi développer leurs activités de marché en bénéficiant du savoir-faire des anciennes charges et des nombreux commis d'agents de change qui composaient les effectifs.
La libéralisation du courtage boursier en France constitue une petite révolution, et, dans les cercles initiés, est désigné à l'époque comme le « big bang parisien », en référence au même « Big Bang financier » connu par le Royaume-Uni en 1986.
La libéralisation de l'accès au marché pour les sociétés de bourse n'est pas sans susciter des débats sur l'augmentation des risques financiers associés à l'organisation de marchés dérégulés. Dès 1991, un analyste de Cholet Dupont affirme ainsi que la dérégulation du marché français, tout en permettant à ce dernier une « modernisation rapide », entraîne également « une montée des risques techniques, financiers et humains ». Ces débats font néanmoins peu de poids face au mouvement dominant de dérégulation financière inspirée des modèles américains et britanniques, ayant expérimenté une forte dérégulation des professions financières dès le début des années 1980.

## Postérité
Après 1987, la plupart des charges d'agents de change françaises sont transformées en sociétés de bourse, elles-mêmes rachetées par d'autres établissements.
La transformation des anciennes charges d'agents de change au sein d'un environnement devenu concurrentiel a donné lieu à plusieurs scandales financiers avec la révélation de pratiques parfois douteuses au sein de certaines sociétés, pratiques jusqu'alors difficiles à détecter. L'« affaire Tuffier » en 1990-1991, impliquant directement l'ancien agent de change Thierry Tuffier dans une importante affaire d'escroquerie financière, a été l'un des principaux scandales financiers liés aux activités des agents de change.

### Auboyneau / Labouret / Ollivier
La charge, transformée en société de bourse, est reprise par la Banque Bruxelles Lambert (BBL France) en 1989. BBL France vend en mai 1991 l'activité de gestion de portefeuille d'Auboyneau-Labouret-Olliver à Courcoux-Bouvet puis met un terme aux activités de la société en juin 1991. Une cinquantaine d'employés est alors licenciée et une vingtaine est reclassée au sein de BBL France.

### Bacot / Allain / Farra
La charge, transformée en société de bourse en 1989 (Bacot-Allain-Farra SA), est rachetée par la banque britannique Warburg. Bacot-Allain-Farra, spécialisée dans la gestion pour compte de tiers, devient Bacot-Allain Gestion en 1993. En 1995, Warburg est racheté par la SBS ; François Bacot et Bernard Allain préfèrent alors racheter le capital de leur société à la banque Warburg en redevenant partiellement indépendant, le Crédit national prenant dans l'opération 34 % du capital de la société. À la suite de la fusion du Crédit national avec la Banque Française du Commerce Extérieur (BFCE) donnant naissance au groupe Natexis (futur Natixis), Bacot-Allain Gestion (4,9 milliards de francs sous gestion en 1997) devient une branche de Natexis dans le domaine de la gestion privée, aux côtés de Paluel Marmont Banque,. En 1999, Natexis fusionne Bacot-Allain Gestion, Paluel Marmont et Dupont-Denant pour donner naissance à la Banque Privée Saint-Dominique (BPSD), toujours détenue par Natexis. En 2009, BPSD fusionne avec La Compagnie 1818 en donnant naissance à la Banque Privée 1818, filiale à 100 % du groupe Natixis.
Jacques-Antoine Allain, fils de l'agent de change, fait partie du comité de direction de la Banque Privée 1818, symbolisant le lien historique entre la Banque Privée 1818 et l'ancienne charge d'agent de change Bacot-Allain-Farra. Jean-Luc Allain, autre fils de l'agent de change, a pour sa part fondé la société de gestion Trusteam Finance en 2000.

### Buisson
La société est radiée en 1989 par la Chambre de compensation des instruments financiers (CCIFP) à la suite de l'implication de Francis Buisson dans une affaire judiciaire pour escroquerie et abus de confiance,. M. Buisson avait confié en 1986 la gestion de la trésorerie de la Compagnie générale des matières nucléaires (Cogéma) à Jean-Marc Aletti, spéculateur sur le MATIF. Les fonds, mal gérés, ont conduit à des pertes de 259 millions de francs pour la Cogéma, une somme très importante pour l'époque. L'affaire, liée à un mécanisme d'escroquerie financière mis en place par Jean-Marc Aletti, fait scandale et porte un coup à la réputation des agents de change en France. La Cogéma a malgré tout été déboutée en 1991 de sa plainte contre l'agent de change déchu, et condamnée à verser 20 000 francs de dommages et intérêts à la famille Buisson.

### Boscher
La charge, transformée en société de bourse, est active à Paris, Nantes et Luxembourg. La BNP en prend le contrôle en 1990.

### Champeil
La charge est transformée en société de gestion en poursuivant ses activités à Bordeaux sous le nom Champeil AM. En 2014, Champeil AM a lancé une branche de gestion privée (family office) basée à Paris, Champeil Wealth Management.

### Cheuvreux / De Virieu
La charge est rachetée en 1988 par la Banque Indosuez, qui en fait sa filiale de courtage. En 1996, Indosuez est rachetée par le Crédit agricole et Cheuvreux de Virieu devient l'une des filiales de courtage du Crédit Agricole (avec Dynabourse et Hayaux du Tilly). La société conserve auprès de ses clients l'image prestigieuse qui caractérisait la charge Cheuvreux de Virieu depuis sa création en 1968. En 1998, « Cheuvreux de Virieu » devient « Crédit Agricole Indosuez Cheuvreux » (en absorbant Dynabourse et Hayaux du Tilly) puis « Crédit Agricole Cheuvreux » en 2004, souvent abrégé « Cheuvreux ». La société connaît une importante croissance de ses activités à l'international et possède 13 bureaux dans le monde en 2012. En 2013, Cheuvreux fusionne avec Kepler pour devenir Kepler Cheuvreux, premier courtier actions en Europe continentale. Kepler Cheuvreux supprime alors le français de la totalité de ses communications, marquant l'aboutissement de l'internationalisation qui caractérisait déjà la charge Cheuvreux de Virieu dans les années 1960.

### Courcoux-Bouvet /Aubé
La charge est rachetée à 100 % par Paribas en 1987 pour 500 millions de francs. En 1991, Courcoux-Bouvet reprend l'activité de gestion de portefeuille d'Auboyneau-Labouret-Olliver et gère ainsi 8 milliards de francs cette même année. En 1996, Courcoux-Bouvet reprend également la gestion privée du groupe SBS France (ex-Ducatel-Duval) et gère dès lors 10 milliards de francs. En 2001, BNP Paribas fusionne ses deux filiales de courtage, Courcoux-Bouvet et Du Bouzet, pour créer B*Capital, filiale de BNP Paribas toujours en activité de nos jours.

### De Champsavin
La charge, transformée en société de bourse basée à Nantes, est rachetée à 60 % par la Banque Internationale de Placement (BIP, appartenant au groupe allemand Dresdner Bank). La société est renommée Henry de Champsavin Finances (HDC Finances) en 1991. En 1996, Henry de Champsavin Finances est rachetée par Portzamparc, société de bourse également basée à Nantes, toujours en activité de nos jours.

### De Cholet / Dupont
Avec la fin du monopole des agents de change, les activités de la charge sont scindées en deux. L'activité d'intermédiation boursière est cédée au Crédit lyonnais en 1988 tandis que l'activité de gestion de portefeuille (gestion OPCVM) et de conseil en gestion de patrimoine se poursuivent au travers de la société de bourse Cholet Dupont. En 1996, le groupe Crédit Agricole prend une participation de 33,4 % du capital de Cholet Dupont, participation qui sera rachetée en 2011 par le groupe La Française. En 2013, La Française et Cholet Dupont lancent la plate-forme d'assurance-vie « CD Partenaires » issue de la fusion entre Cholet Dupont Partenaires et UFG Courtage. Dans le domaine de la gestion OPCVM, Cholet Dupont gère environ 2 milliards d'euros en 2017.

### De Compiègne (ou B. de Compiègne)
La charge, transformée en société de bourse, est rachetée en 1989 par la Banque Duménil-Leblé. La société connaît une baisse de son activité entre 1989 et 1991 et enregistre un exercice déficitaire de 21 millions de francs en 1991. La société est alors « mise en sommeil » en 1992 et les 72 salariés de la société sont licenciés. Les actifs de la société sont finalement rachetés en 1996 par Aurel Holding et fusionnés avec Aurel Finance.
Gérard Augustin-Normand, président de la charge De Compiègne jusqu'en 1987, avait fondé en 1985 Richelieu Finance, société de gestion de portefeuille détenue par la charge De Compiègne. Richelieu Finance poursuit ses activités de manière indépendante après 1987, toujours sous la direction Gérard Augustin-Normand. En difficultés en 2008 dans le contexte de la crise bancaire et financière de l'automne 2008, Richelieu Finance est rachetée par KBL European Private Bankers (banque privée du groupe KBC) pour former KBL Richelieu (la gestion OPCVM de KBL Richelieu provient de l'ancienne société Richelieu Finance).

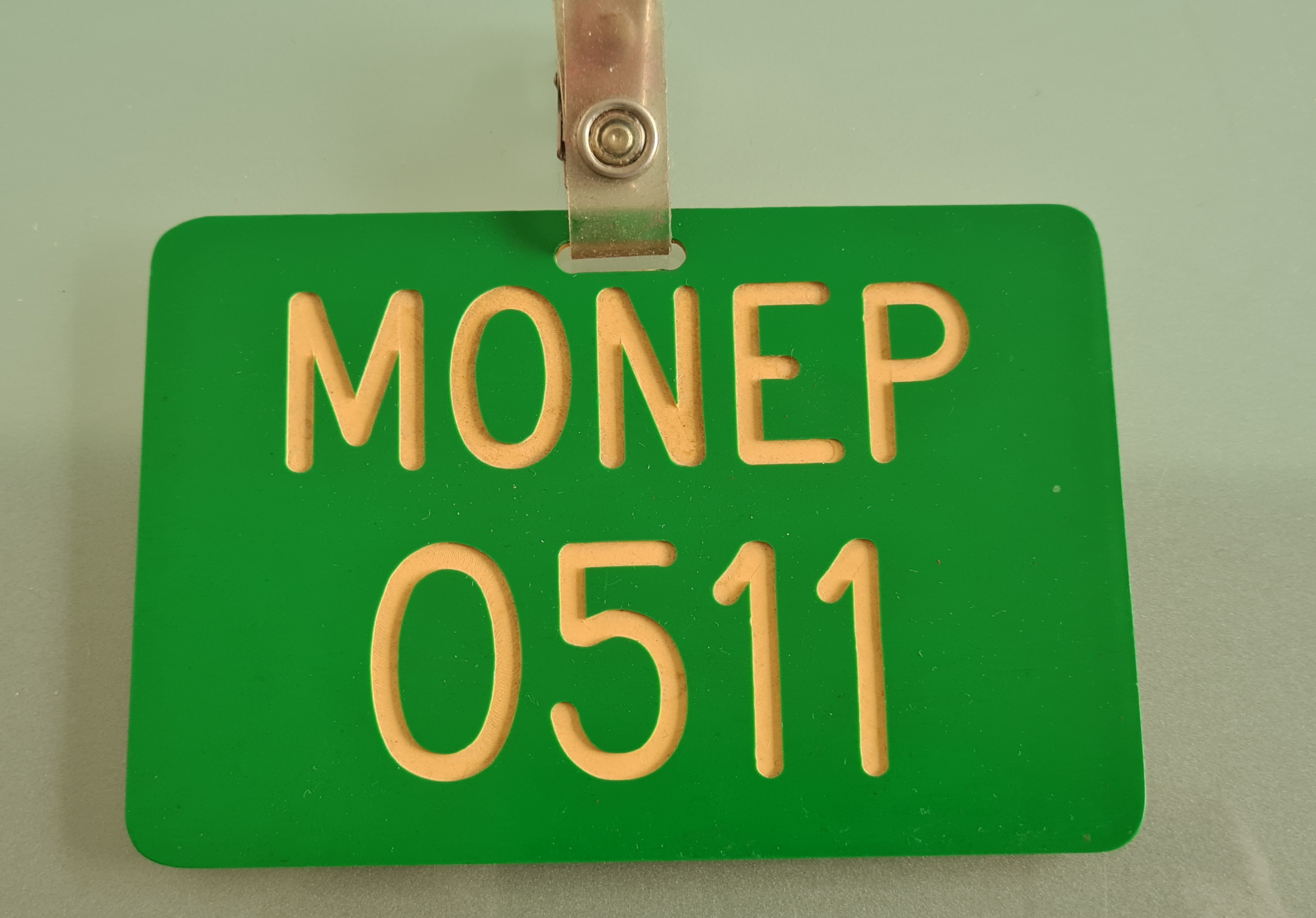
Plaque Negociateur MONEP Charge De Lavandeyra

### De Lavandeyra
(Numero Agent/Negociation 0511) 
La charge est reprise par GAN-CIC en 1989 et devient la société de bourse Alphabourse. Alphabourse fusionne avec la Banque de l'Union Européenne en 1991 pour devenir l'Européenne d'intermédiation financière et boursière (EIFB) qui appartient au groupe GAN-CIC. L'EIFB devient CIC Securities en 2001, puis CM-CIC Securities et CM-CIC Market Solutions par la suite, effaçant progressivement ses liens avec l'ancienne charge De Lavendeyra.
L'agent de change Eric de Lavendeyra, qui était marié à Marie Laforêt, a ultérieurement été accusé par cette dernière d'être impliqué dans l'« affaire Schuller » en Suisse, affaire liée à un suicide collectif dans le cadre d'une organisation franc-maçonne. Marie Laforêt a finalement été condamnée en 2004 à une amende de 400 francs suisses pour diffamation à l'encontre de son ancien mari.

### Delahaye / Ripault
La charge, rachetée en 1987 à 75 % par la Société générale, est la première à être rachetée par un établissement bancaire lors de la tombée du monopole des agents de change.
En 1991, la société de bourse Delahaye-Ripault subit une lourde perte de 520 millions de francs avec la faillite du groupe Djian (affaire Djian), dont Delahaye-Ripault était un créancier, poussant Hervé Ripault à démissionner de son poste de Président de la société de bourse. La société prend le nom de « SGE Delahaye » après ce départ. En 1994, les activités de SGE Delahaye sont scindées en deux puis en trois entités : SGE Delahaye se spécialise sur l'activité de « négociation pure », la société de bourse Parel sur l'activité de « compensateur multiple », et Delahaye Finance sur l'activité de gestion privée.
En 1995, SGE Delahaye est sanctionnée pour avoir gonflé artificiellement la demande de titres lors de l'introduction en Bourse du Groupe M6 et l'affaire pousse à la démission le directeur général de SGE Delahaye. SGE Delahaye, qui lance en 1995 une filiale nommée « Delahaye Générale Options », deviendra par la suite SG Securities. Delahaye Finance est quant à elle rachetée en 1997 par la société de Bourse Oddo. Parel est pour sa part toujours en activité de nos jours en tant que filiale de la Société Générale dans le domaine de la compensation, avec un statut de prestataire de service d'investissement.

### Du Bouzet
La charge, transformée en société de bourse, est rachetée en juillet 1987 par Paribas qui prend le contrôle de 54 % de son capital puis 100 % en 1994. En 1995, BNP Paribas fusionne ses filiales Du Bouzet à Paris et Vincent Brac de La Perrière à Lyon et l'ensemble fusionné conserve simplement le nom Du Bouzet. En 2001, BNP Paribas fusionne ses deux filiales de courtage, Courcoux-Bouvet et Du Bouzet, pour créer B*Capital, filiale de BNP Paribas toujours en activité de nos jours.

### Dubly / Denoyelle
La charge, transformée en entreprise d'investissement « Dubly-Motte » basée à Lille, est rachetée en 1989 à 51 % par la Banque de l'Union Européenne (BUE), qui possède également la société de bourse Douilhet à Nancy. La BUE fusionne avec la « Compagnie financière de CIC » en 1990. En 1998, Dubly fusionne avec Douilhet (fusion au sein du groupe CIC) et devient l'entreprise d'investissement Dubly Douilhet. En 2013, Dubly Douilhet abandonne le statut d'entreprise d'investissement au profit de celui de société de gestion, devenant Dubly-Douilhet Gestion. La société gère environ un milliard d'euros d'encours en 2017 à travers une gamme de cinq FCP et est possédée à 60 % par CM-CIC.

### Ducatel / Duval
La charge, transformée en société de bourse, est rachetée en 1987 par la SBS (qui deviendra ultérieurement UBS). Le 1er janvier 1993, Ducatel-Duval change de nom et devient SBS Valeurs. La même année, la société de bourse licencie un tiers de son personnel et ferme son antenne à Marseille. En 1995, SBS rachète la banque britannique Warburg et décide de rationaliser ses activités pour dégager des synergies : il est momentanément envisagé que SBS Valeurs soit fusionnée avec Bacot-Allain Gestion (jusqu'alors possédée par Warburg), mais ce projet de fusion n'a finalement pas lieu (Bacot-Allain Gestion sort du giron de Warburg) et SBS Valeurs est finalement vendue, ainsi que sa filiale SBS Gestion, à Courcoux-Bouvet (groupe BNP Paribas).

### Dufour / Kervern (ou François-Dufour / Kervern)
La charge, transformée en société de bourse, est rachetée à 59,44 % en 1991 par la banque Neuflize-Schlumberger-Mallet (NSM), filiale de la banque néerlandaise ABN AMRO. En difficultés, Dufour Kervern enregistre un exercice déficitaire en 1991. En 1992, ABN Amro décide de fusionner ses sociétés de bourse françaises Dufour-Kervern et Massonaud-Fontenay pour former la société Massonaud-Fontenay-Kervern (MFK) détenue à 75 % par ABN Amro et 25 % par NSM elle-même détenue à 79,9 % par ABN Amro. À cette occasion, les deux tiers des effectifs de Dufour-Kervern sont licenciés (70 personnes sur 110). En 1998, Massonaud-Fontenay-Kervern devient ABN Amro Securities France. Entre 2002 et 2004, ABN Amro effectue une restructuration de ses activités en France, au terme de laquelle ABN Amro Securities France est fusionnée avec d'autres branches d'ABN Amro France.

### Dufour / Koller / Lacarrière
La charge devient la société de bourse Dufour Lacarrière Pouget avant d'être rachetée par le courtier britannique James Capel (filiale de HSBC) en 1987 pour devenir DLP James Capel France SA (DLP sont les initiales de Dufour Lacarrière Pouget). Les encours sous gestion atteignent alors 1,5 milliard de francs lorsque DLP James Capel est rachetée en 1991 par Cholet Dupont pour un montant estimé dans la presse à 15 millions de francs.

### Dupont / Denant
La charge, transformée en société de Bourse, est rachetée en 1987 par le Crédit national.
En 1988, la société de bourse Dupont-Denant se retrouve au cœur d'un important scandale financier lié au placement délibérément spéculatif de la trésorerie de la Chambre Syndicale des Agents de change (1,6 milliard de francs) sur le MATIF, ayant engendré une perte de 613 millions de francs pour la Chambre entre octobre 1987 et juin 1988,. Une partie de ces opérations d'investissement avait été réalisée avec l'accord tacite de Xavier Dupont, président de la Chambre. L'affaire se caractérise également par le détournement de plus d'un million de francs de la trésorerie de la Chambre au profit de Jean-François Roisné, gestionnaire du portefeuille obligataire de la Chambre Syndicale, condamné en 1991 pour abus de confiance et escroquerie à 36 mois de prison dont 34 avec sursis et 300 000 francs d'amende. Deux autres membres de la société Dupont-Denant sont déclarés coupables de complicité d'escroquerie et condamnés l'un comme l'autre à une amende de 100 000 francs avant d'être acquittés en appel. La société de Bourse poursuit ses activités malgré le scandale.
En 1995, la branche « gestion de fortune » de Dupont Denant est transférée à la Banque Paluel-Marmont, autre filiale du Crédit national. En 1997, Crédit National, qui possède Dupont-Denant, devient Natexis Banque (groupe BPCE) et Dupont-Denant est renommé à cette occasion « Natexis Capital ». En 2000, Natexis Capital fusionne avec Xeod Bourse, autre filiale d'intermédiation boursière du groupe BPCE. À partir de 2003, le cœur de métier de Natexis Capital, correspondant au cœur d'activité de l'ancienne société de Bourse Dupont-Denant, est finalement intégré à la salle de marché de Natexis, qui deviendra plus tard Natixis AM.
Xavier Dupont, dernier président de la Chambre syndicale des agents de change, décède en 2013.

### Fauchier-Magnan / Durant des Aulnois
La charge, transformée en société de Bourse, voit l'entrée à son capital d'actionnaires minoritaires : l'Union des assurances de Paris (UAP) détient 5 % puis 15 % du capital de la société en 1991 et la Caisse des dépôts et consignations (CDC) en détient 10 % puis monte à 35 % en 1991. À partir de l'année 1993, la société connaît une restructuration : sa branche de clientèle privée est reprise par l'UAP via la Banque Worms en 1993, et sa branche de trading est intégrée en 1994 au sein de la CDC. La CDC monte en février 1995 à hauteur de 84 % du capital de Fauchier Magnant Durant des Aulnois en rachetant la part des familles fondatrices. La société prend alors le nom très éphémère de CDC Bourse en juillet 1995. En fin d'année 1995, la société fusionne avec les activités de gestion privée de la société de bourse Nivard Flornoy détenue par JP Morgan et forme ainsi « Nivard Flornoy Fauchier-Magnan Durant des Aulnois » (NFMDA). En 2003, NFMDA est rachetée par Oddo et Cie.

### Ferri / Ferri / Germe
La charge, transformée en société de Bourse spécialisée dans le domaine du courtage pour les particuliers, reste possédée par les familles Ferri et Germe jusqu'en 1991. En juillet 1991, le Crédit foncier de France, l'UAP et la Caisse des dépôts décident conjointement de monter à 50,1 % du capital de Ferri-Ferri-Germe après avoir été dans un premier temps de simples actionnaires minoritaires. En 1996, la société est rachetée par la Banque Bruxelles Lambert qui fusionne en 1997-1998 avec le Groupe ING. La société Ferri-Ferri-Germe prend alors le nom de société de bourse ING Ferri. En 2004, ING décide de diversifier les activités d'ING Ferri dans le domaine de la banque privée.
Sylvain Ferri et Nicolas Ferri, fils de l'agent de change, reprennent leur indépendance en 2006 avec la création de la société Ferri Gestion, spécialisée en gestion privée. La société est rachetée en 2021 par Flornoy Gestion. À l'annonce de la fusion en juin 2021, Ferri Gestion totalise 540 millions d'euros d'encours gérés ou conseillés.

### Girardet
La charge, transformée en société de bourse basée à Lyon, a pour principal actionnaire le Crédit national.
En 1990, une perte de 241 millions de francs est constatée dans la caisse de la société. Le Crédit national prend alors le contrôle de 100 % de la société et en éponge les pertes tout en vendant l'activité de gestion de titres à la société de Bourse Michaux et en mettant un terme aux autres activités de la société. Des opérations frauduleuses sont parallèlement réalisées par Sylvie Girardet et son mari Daniel Benoist d'Anthenay, qui dirige la société L. Finance, pour essayer de réduire les pertes initiales, mais ces opérations ne font qu'augmenter le déficit de la société dont les pertes totales atteignent finalement 265 millions de francs. À cause de ces opérations frauduleuses, Sylvie Girardet et Daniel Benoist d'Anthenay sont respectivement condamnés en 1997 à deux ans et dix-huit mois de prison avec sursis et 100 000 francs d'amende chacun. Onze autres prévenus liés à la société de Bourse Girardet et à L. Finance ont été poursuivis, dont le comptable Marc Delaruelle, condamné à trois ans de prison avec sursis et plus de 100 000 francs d'amende pour avoir été l'initiateur des opérations frauduleuses.

### Gorgeu / Perquel / Krucker
À la suite de grandes difficultés dues aux 20 millions de francs de pertes provoquées par un gestionnaire fin 1990, la charge, transformée en société de bourse, est rachetée en 1990-1991 par la société de gestion de portefeuille lyonnaise Michaux, filiale de Cholet Dupont et du Crédit lyonnais, et devient GPK Gestion. Seuls 5 employés sur l'ensemble des 120 salariés sont repris. GPK Gestion devient ultérieurement CLC Bourse. Avec le rachat du Crédit lyonnais par le Crédit Agricole, CLC Bourse est démantelée en 2004 : 137 salariés de CLC Bourse rejoignent « Crédit Agricole Indosuez Cheuvreux » et une cinquantaine d'autres salariés sont intégrés à Carr Futures qui deviendra la même année Calyon.

### Goy / Hauvette
La charge, transformée en société de bourse, est rachetée à 100 % par la BRED. Goy-Hauvette connaît des difficultés financières qui la poussent à d'importants licenciements : employant 180 salariés début 1990, elle n'en emploie plus que 85 en 1991. La société est renommée Cofibourse en avril 1993 tout en restant filiale à 100 % de la BRED. La société redevient bénéficiaire en 1993 avec un résultat net de 10 millions de francs sur l'année. Malgré cela, la BRED souhaite rapidement s'en défaire. En août 1995, la majorité du capital de Cofibourse est revendue à Transbourse, société de Bourse de la Banque de Gestion Privée (BGP, filiale du Crédit agricole),. Cofibourse devient alors Cofitaux. En 1998, Transbourse devient KBC Securities France à la suite de son rachat par la société belge KBC. La société ne cesse de maigrir en effectifs. KBC Securities France ne compte plus que 18 employés en 2004 et est radiée du registre du commerce et des sociétés de Paris en 2005 après avoir reçu une amende de 500 000 euros de la part de l'AMF en 2004 pour un passage d'ordre au SRD sans couverture financière suffisante.

### Hamant / Carmignac
La charge, transformée en société de bourse, redevient Hamant & Cie à la suite du départ en 1989 d'Édouard Carmignac, qui fonde Carmignac Gestion. La société de bourse est rachetée à 100 % par NMB Postbank Groep, qui fusionnera en 1991 avec la Nationale Nederlanden pour donner le Groupe ING. Hamant & Cie devient ainsi ING Bourse. ING Bourse, en difficultés financières, vend son cœur d'activité (activité de gestion) en 1995 au groupe CPR et ferme ses portes en janvier 1996.

### Hayaux du Tilly
La charge, transformée en société de bourse, reste indépendante jusqu'en 1993, 70 % de son capital étant possédé par la famille Hayaux du Tilly tandis que 30 % est possédé par le Crédit agricole. En difficultés après avoir enregistré des exercices déficitaires en 1991 et 1992, la société procède à une augmentation de capital en 1993 au terme de laquelle le Crédit Agricole détient 90 % de la société tandis que la famille Hayaux du Tilly n'en possède plus que 10 %. En 1998, le Crédit Agricole fusionne Hayaux du Tilly avec sa filiale Dynabourse et l'ensemble est intégré au sein de « Crédit Agricole Indosuez Cheuvreux » qui aboutit de nos jours à la société Kepler Cheuvreux.

### Le Guay / Massonaud
La charge, transformée en société de bourse et rachetée par ABN Amro, est co-dirigée par Jean-Denis Massonaud et Philippe de Fontenay à partir de 1987 et prend le nom de Massonaud-Fontenay. ABN Amro fusionne Massonaud-Fontenay et Dufour-Kervern en 1992 (voir Dufour-Kervern pour les évolutions ultérieures).

### Leven / Chaussier
La charge, transformée en société de bourse, reste indépendante en étant possédée à 35 % par Hubert Leven, 35 % par Pierre Chaussier et 30 % par les cadres de la société,. La société est rachetée à 83 % en 1991-1992 par Gustave Leven, ancien patron du groupe Perrier, et reprend le nom de société de bourse Leven,. En 1999, Leven fusionne avec la société de bourse Aurel pour donner Aurel Leven, société de courtage spécialisée sur la clientèle institutionnelle. En 2005, la branche de gestion pour compte de tiers, Aurel Leven Gestion, est rachetée par KBL France. En 2006, le courtier américain BGC Partners rachète Aurel Leven qui devient Aurel BGC.
Pierre Chaussier, ancien agent de change et ancien président de la société de bourse Leven-Chaussier, crée en 1995 Chaussier Gestion, société émettrice de FCP et spécialisée dans la gestion sous mandat, toujours en activité de nos jours.

### Magnin / Cordelle
La charge, transformée en 1987 en société de Bourse basée à Angers, est rachetée à 75 % par la Banque de l'Union Européenne et devient la société Magnin Cordelle Angers SA puis MCA Finance. MCA Finance poursuit ses activités de nos jours.

### Meeschaert / Rousselle
La charge, transformée en société de Bourse, est rachetée en 1987 par la Compagnie du Midi (elle-même rachetée en 1989 par Axa), pour un montant estimé à environ un milliard de francs qui fait la fortune de la famille Meeschaert. La société enregistre des exercices déficitaires en 1989 (76,8 millions de francs de pertes) et 1990 (19,3 millions de francs de pertes). En 1996, les salariés de Meeschaert-Rousselle rachètent le capital de leur société à Axa puis, en 1999, la banque Fortis rachète l'intégralité de la société Meeschaert-Rousselle aux salariés-actionnaires.
En parallèle de cette évolution, la famille Meeschaert poursuit ses activités dans la finance à travers le Groupe Meeschaert, spécialisé dans la gestion de fortune. Cédric Meeschaert, petit-fils de l'agent de change Emile Meeschaert, rejoint le Groupe Meeschaert en 2001 et en prend la direction quelques années après. Le Groupe Meeschaert lance Meeschaert Family Office en 2003, Meeschaert Conseil Immobilier en 2005, ouvre une branche aux États-Unis en 2007 et crée Meeschaert Capital Partners en 2012 (activité de private equity). En 2016, la fortune de Cédric Meeschaert et sa famille est estimée à 150 millions d'euros par le magazine Challenges, qui place l'homme à la 400e place des plus grandes fortunes de France.

### Mélendès (ou J.C. Mélendès)
La charge, transformée en société de Bourse, est rachetée en joint-venture par la banque allemande Oppenheim et la banque néerlandaise Pierson, Heldring & Pierson et prend en 1991 le nom Oppenheim-Pierson-Mélendès. La société enregistre des exercices déficitaires en 1990 et 1991, et est finalement fermée en 1992. 70 des 83 salariés sont licenciés, les autres étant reclassés au sein de la société de bourse Ferri, qui reprend la clientèle privée d'Oppenheim-Pierson-Mélendès.

### Meunier / De la Fournière
La charge poursuit son activité en tant que société de Bourse sans être possédée par un actionnaire majoritaire de référence : seul le groupe Viel prend en 1989 une part minoritaire du capital de la société avant que celle-ci connaisse un dépôt de bilan technique en 1991. Les actifs de la société sont alors repris en juillet 1991 par Altus Finance, filiale du Crédit lyonnais, qui observe un certain nombre d'irrégularités dans la comptabilité de la société et porte plainte contre X en janvier 1992 pour escroquerie et abus de confiance. L'enquête révèle d'importantes malversations au sein de la société Meunier-de la Fournière réalisées au cours des années précédentes, se traduisant par un trou de plusieurs dizaines de millions de francs sur les comptes des clients de la société,. Xavier de La Fournière, 6e adjoint au maire de Paris,, est incarcéré à la prison de Fresnes en décembre 1992 où il décède quelques jours plus tard en janvier 1993. « Xavier de La Fournière appartenait à une autre époque : celle où la comptabilité des charges d'agents de change, quand elle existait, était tenue au crayon et où l'on confondait souvent argent des clients et fortune personnelle » commente, à son décès, un ancien agent de change.

### Michaux
La charge, transformée en société de bourse basée à Lyon, est rachetée à 40 % par le Crédit lyonnais qui devient actionnaire majoritaire à la fin de 1990. En 1996, les activités de la société Michaux sont scindées en deux : la branche de gestion, rebaptisée Michaux Gestion, est rachetée par l'ancien agent de change Jean-Pierre Michaux (Michaux Gestion devient une société indépendante) tandis que les autres activités de la société (qui comprend notamment sa branche d'intermédiation boursière, ancien cœur d'activité de la société) est reprise à 100 % par le Crédit lyonnais via sa filiale Cholet Dupont. En avril 1996, l'entité possédée par le Crédit lyonnais prend le nom de Crédit Lyonnais Small Caps SAS. Michaux Gestion est pour sa part rachetée en 2002 par le groupe KBL, qui deviendra par la suite KBL Richelieu, toujours en activité de nos jours.

### Michel
La charge, transformée en société de bourse, est rachetée par le Crédit agricole. La société prend le nom temporaire de Valinter 11 avant de fusionner en 1994 avec Dynabourse, une autre filiale de courtage du Crédit Agricole. L'agent de change Bertrand Michel et le cœur du département de trading institutionnel de Dynabourse comprenant plusieurs anciens employés de la charge d'agent de change rejoignent la banque suisse Julius Baer en 1997.

### Nivard / Flornoy
La charge, transformée en société de Bourse, est rachetée fin 1987 à 80 % par la banque américaine JP Morgan et devient la société de bourse J. P. Morgan. L'activité de la société est déficitaire de 100 millions de francs en 1989 et de 10 millions de francs en 1990. En 1995, Nivard Flornoy fusionne avec Fauchier-Magnand Durant des Aulnois pour former NFMDA, racheté en 2003 par Oddo et Cie.

### Nouailhetas
La charge, transformée en société de Bourse Nouailhetas-Richard, est rachetée à 95 % par la banque Pallas-Stern. En 1991, Nouailhetas-Richard licencie trois quarts de son personnel, ramenant ses effectifs à 25 employés pour se concentrer sur la négociation et l'analyse financière. La même année, l'agent de change Edmond Richard quitte la société et cette dernière prend le nom de « NR Bourse » en 1993. À l'été 1995, NR Bourse cesse ses activités du fait que la banque Pallas Stern est placée en liquidation judiciaire. Environ 10 des 25 employés de NR Bourse rejoignent la société de Bourse Leven.
Charles Nouailhetas, fils de l'agent de change, est l'un des trois cofondateurs de DNCA Finance en 2000 (Nouailhetas correspond au « N » de DNCA).

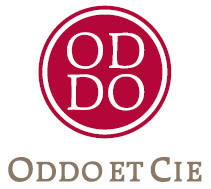
Logo de la compagnie Oddo fondée à Marseille en 1849.

### Oddo / Desaché
La charge est transmise en 1987 aux fils de Bernard Oddo, Philippe Oddo et Pascal Oddo, qui la transforment en société de bourse indépendante. Oddo rachète successivement Delahaye Finance en 1997 puis Pinatton en 2000 (la société devient alors « Oddo Pinatton ») et « Nivard Flornoy Fauchier-Magnan Durant des Aulnois » (NFMDA) en 2003. 
En 2007, la société obtient le statut de banque et devient ainsi l'actuel établissement financier Oddo et Cie.

### Philippe
La charge, transformée en société de bourse Didier Philippe, est rachetée à 49 % en décembre 1988 puis à 100 % à l'été 1994 par le groupe américain Bankers Trust. Les activités de la société périclitent progressivement et la société cesse ses activités en avril 1996.
Malgré cette cessation d'activités, la famille Philippe poursuit ses activités dans le monde de la gestion avec Philippe Investment Management (PIM Gestion), société créée en 1981, présente à Paris et New York et présidée par Béatrice Philippe, femme de Didier Philippe. PIM Gestion France et IT Asset Management fusionnent en 2012 et donnent naissance à Fourpoints IM, société présidée par Béatrice Philippe.

### Pinatton
La charge, transformée en société de Bourse, se restructure en 1991 et réduit ses effectifs qui passent de 203 personnes fin 1990 à 115 personnes début 1992. La société de bourse se retire également de certaines activités comme la vente d'OPCVM étrangers en France ou la tenue de marché sur le MONEP, jusqu'alors exercée à travers sa participation à 35 % dans la société Transoptions. Fin 1992, Pinatton essaie de fusionner avec Wargny, mais le projet est abandonné début 1993. Pinatton est finalement rachetée en 2000 par Oddo. Jean-Pierre Pinatton devient par la suite président du conseil de surveillance d'Oddo & Cie.

### Puget / Mahé
La charge Puget (devenue Puget-Mahé en 1987), transformée en société de bourse, est rachetée en 1989 par BZW, banque d'affaires filiale de la banque britannique Barclays. En 1991, Puget Mahé devient ainsi BZW Puget Mahé puis BZW Bourse à la suite du départ d'Yves Mahé en 1992. En 1997, BZW Bourse fusionne avec la Compagnie Financière BZW pour former BZW France. En 1998, BZW France devient Barclays Capital France puis BarCap dans le courant des années 2000.
Yves Mahé, anciennement co-directeur de BZW Puget-Mahé, quitte cette structure en 1992 pour fonder la société de gestion d'actifs Yves Mahé & Associés, donnant lieu à la création de YMA Asset Management au Luxembourg en 2007, qui deviendra en 2010 Bellatrix Asset Management.

### Richard
Edmond Richard dirige la charge Richard S.A depuis 1984. Edmond Richard né en 1936 est le fils de l'industriel lyonnais Pierre Paul Richard Pdg des Etablissements Richard Continental S.A, Richard Frères, constructeur de véhicules utilitaires, de chantier, tracteurs à chenilles. Diplômé de H.E.C Paris, il a commencé sa vie professionnelle comme directeur financier international de la société familiale puis a orienté sa carrière dans la direction de banque (PARIBAS, BNP Banexi, Banque Jean Marc Vernes, Lyon). Il a dirigé sa société de bourse Richard S.A qui a fusionné avec Nouailhetas S.A en janvier 1991. Puis il est nommé Président Directeur Général de la société de gestion de portefeuilles créée en 1984 par Gérard Augustin-Normand agent de change qui demeure administrateur de Richelieu Finance et se consacre à sa fonction de Président du Directoire de la société de Bourse Compiègne S.A. En 1998 Edmond Richard cède ses activités de bourse à Jean-Pierre Pinatton.       

### Rondeleux / Oudart
La charge, transformée en société de bourse Rondeleux en 1987, est mise en redressement judiciaire en juillet 1989 à la suite de l'« affaire Rondeleux », qui se traduit par des pertes d'environ 200 millions de francs sur les marchés à cause d'une mauvaise gestion. La société revend son droit de négociation de valeurs mobilières à la société bordelaise Bentejac, filiale de la Banque Pallas, et est radiée de la liste des sociétés de bourse en septembre 1989.
Michel et Jérôme Oudart, fils de l'agent de change, fondent pour leur part le Groupe Oudart en 1987. Celui-ci devient une filiale de SwissLife en 1988, puis passe sous le contrôle de la banque suisse BSI en 2008. La BSI est détenue par Generali jusqu'en 2016, date à laquelle la BSI est revendue à la banque privée suisse EFG International. Le Groupe Oudart est spécialisé en gestion d'OPCVM (à travers Oudart Gestion) et en conseil financier (à travers Oudart Patrimoine / Solidia).

### Saintoin / Roulet
La charge, en difficultés, est rachetée en 1991 par la société de bourse Du Bouzet, filiale de BNP Paribas.

### Schelcher / Prince
La charge, transformée en société de bourse Schelcher Prince, est rachetée en décembre 1987 à 100 % par la Compagnie parisienne de réescompte (CPR) et entre à partir de 1992 dans le giron du Crédit agricole. Schelcher Prince décide de retrouver son indépendance quelques années plus tard et sort du giron du Crédit Agricole en 2001 en devenant la société de gestion indépendante Schelcher Prince Gestion. En 2010, Crédit mutuel Arkéa acquiert 34 % du capital de Schelcher Prince Gestion (via sa filiale Federal Finance), puis devient actionnaire majoritaire en montant à hauteur de 51 % du capital en 2011 et 85 % par la suite. Schelcher Prince Gestion est spécialisée en gestion d'OPCVM sur l'univers obligataire, et distribue ses fonds auprès d'une clientèle d'investisseurs professionnels.
Christian Prince, ancien agent de change, est administrateur de la société Schelcher Prince Gestion et président du conseil d'administration de SPPI Finance (anciennement Schelcher Prince Patrimoine et Investissements), société descendant également de l'ancienne charge Schelcher-Prince.

### Sellier / Gadala / Suchet
La charge, transformée en société de bourse, est rachetée en 1988-1989 par la banque britannique NatWest pour 214 millions de francs. En 1997, NatWest revend ses branches NatWest Sellier Patrimoine (gestion privée) et NatWest Sellier Gestion (gestion institutionnelle) à la Banque Bruxelles Lambert (BBL), qui est rachetée peu après par le Groupe ING.

### Soulié / Tellier
La charge, transformée en société de bourse, est rachetée en 1988 à 51 % par Navigation Mixte au travers de sa filiale Via Banque et devient Via Bourse, spécialisée dans les activités de courtage. En 1997, Via Bourse est rachetée par International Capital Holding et devient le courtier International Capital Bourse (ICB). International Capital Bourse est racheté en 2005 par ProCapital. En 2006, ProCapital entre dans le giron d'Arkéa qui décide de mettre un terme aux activités d'International Capital Bourse. « La décision de faire cesser les activités d'ICB illustre la disparition progressive [en France] de la plupart des courtiers, notamment les indépendants » commente alors Les Échos.

### Tuffier / Ravier / Py
La charge (transformée en société de bourse), considérée comme la plus prestigieuses du palais Brongniart lorsque le monopole des agents de change prend fin, se retrouve au cœur d'un important scandale financier qui mènera à la cessation de ses activités en 1990-1991 pour opérations frauduleuses.
Entre le 25 juin et le 10 juillet 1990, la société de bourse Tuffier-Ravier-Py, à court de trésorerie, utilise des obligations d'État qui ne lui appartiennent pas (elles appartiennent à la Banque Populaire du Nord) et les prête à plusieurs de ses OPCVM (opérations de pension) en l'échange de liquidités (101,7 millions de francs) qui correspondent en réalité à l'argent des investisseurs ayant confié la gestion de leur épargne à la société de bourse. Le système, qui permet à la société Tuffier-Ravier-Py d'utiliser directement l'argent de ses clients pour ses dépenses courantes, est formellement interdit.
L'affaire est très rapidement révélée : dès le 13 juillet 1990, le Conseil des Bourses de Valeurs prononce la cessation des activités de la société Tuffier-Ravier-Py, qui sera effective en 1991, et bloque temporairement toute opération de sortie sur les OPCVM de la société dans l'attente d'une solution. La liquidation judiciaire de la société révèle un trou de 670 millions de francs entre le passif et l'actif de la société. Cette dernière ne peut donc pas rembourser l'argent qu'elle avait « emprunté » aux OPCVM qu'elle gérait. Les épargnants accusent de lourdes pertes lors du débouclage des OPCVM de la société en 1991, provoquant un scandale de grande ampleur dans le monde de la gestion française.
En 1991, Les Échos écrivent que « l'affaire Tuffier a ébranlé la confiance des épargnants. Les sociétés de bourse n'ont plus la cote. (...) L'affaire aura montré les carences des autorités de tutelle de la Bourse de Paris et les limites du nouveau système de garantie de la clientèle, institué le 1er janvier 1990 ». En 1993, L'Expansion affirme que l'affaire a « causé un tort considérable à la place » de Paris.
En réaction à l'affaire Tuffier, Colette Neuville décide de créer l'Association de défense des actionnaires minoritaires. Cette association parvient à récupérer plusieurs dizaines de millions de francs redistribués aux victimes de l'ancien agent de change.
En 1993, Thierry Tuffier devient interdit de gestion à vie, puis en 1994, Thierry Tuffier et Georges Py sont condamnés à 18 mois de prison avec sursis et 200 000 francs d'amende chacun pour escroquerie et abus de biens sociaux. En 1995, les peines sont alourdies en appel, les amendes atteignant 300 000 et 500 000 francs pour les deux anciens dirigeants. En 1998, d'autres responsables de l'ancienne société de bourse sont condamnés à des peines de prison avec sursis pour « banqueroute par emploi de moyens ruineux » et « présentation de comptes annuels inexacts ».
Malgré la cessation d'activité prononcée en 1990, la société de bourse Tuffier-Ravier-Py est reprise par l'homme d'affaires Francis Lagarde, spécialisé dans le rachat de sociétés en difficultés, qui renomme la société Tuffier-Ravier-Py en « Financière Saint-Fiacre ». Francis Lagarde sera ultérieurement condamné à une peine de prison ferme pour « abus de biens sociaux » au travers de ses activités.

### Wargny
La charge, transformée en société de bourse, poursuit ses activités en se développant notamment dans le domaine de la gestion de fortune à Monaco. En 2000, le groupe Wargny est racheté pour 129 millions d'euros par la société italienne Fideuram et devient Fideuram Wargny. En 2006, Bourse Direct, filiale de Viel & Cie, rachète la branche de courtage de Fideuram Wargny ainsi que son site wargny.com. En 2007, les activités de banque privée, de gestion et d'intermédiation de Fideuram Wargny sont reprises par Viel & Cie qui en rétrocède une partie à SwissLife Banque le mois suivant tout en prenant une participation actionnariale de 40 % dans SwissLife Banque.